# NGC 5040-2
NGC 5040-2 is een lensvormig sterrenstelsel in het sterrenbeeld Jachthonden. 

## Synoniemen
- NPM1G +51.0230
- PGC 3087263